# O Srdce Mladého světa 1967
Turnaj o Srdce Mladého světa uspořádaný roku 1967 byl 2. ročníkem československé fotbalové soutěže ženských družstev, která se pod záštitou tuzemského týdeníku Mladý svět konala až do roku 1990.
Většina přihlášených týmů se nejprve utkala v kvalifikaci ve Slaném, Kaplici a Teplicích. Některé týmy však měly postup do hlavní části soutěže zajištěn předem. Původně bylo do turnaje pozváno družstvo italské Fiorentiny, ale to nakonec účast odřeklo. První plánované účastnice ze Slovenska zase nedorazily kvůli chřipce. Hlavní část soutěže se odehrála 21. a 22. října 1967 na hřištích pražské Slavie. Stejně jako o rok dříve zvítězila domácí Slavia před Spartou Praha, ovšem tentokrát ve čtyřčlenné finálové skupině. Opět rozhodla jedinou brankou ve prospěch domácích řecká fotbalistka Leftera Paraskevopulová.
Druhý ročník soutěže se setkal s rostoucím zájmem sportovkyň a veřejnosti (v sobotu dorazilo zhruba 5 tisíc diváků, v neděli přes 6 tisíc) i ohlasem v celostátním tisku. Turnaj úspěšně navázal na úvodní ročník a pokračoval v podpoře československé ženské kopané.

## Kvalifikace
Uzávěrka korespondenčních přihlášek byla stanovena na 15. září 1967. Celkový počet 39 přihlášených družstev svědčil o rostoucím zájmu a přiměl organizátory uspořádat tentokrát i kvalifikační skupiny. Garantovanou účast v hlavní soutěži měly obhájkyně titulu ze Slavie Praha, nejlepší dva celky z nové Moravské ligy, pozvané zástupkyně slovenského fotbalu FC Bánská Bystrica a pozvaný zahraniční tým Fiorentina. Z účasti slovenského i italského družstva však nakonec sešlo. Fiorentina odložila své vystoupení v Československu na prosinec, tedy mimo turnaj Mladého světa, a hráčkám Bánské Bystrice znemožnila účast chřipka.
Navzdory šibeničně krátkému termínu přihlášek (i v tom budujeme tradici…) hodlá bojovat v kvalifikačních turnajích o účast ve druhém ročníku turnaje o srdce Mladého světa 39 dívčích jedenáctek! Rozdělili jsme je do tří skupin:
| 1. skupina (Kaplice) | 2. skupina (Slaný) | 3. skupina (Teplice) | Přímá kvalifikace                                                                        |
| --- | --- | --- | ---------------------------------------------------------------------------------------- |
| - Slavia Kaplice - Spartak Kaplice - Dolní Dvořiště - Dolní Němčí† - Lokomotiva Plzeň† - Horní Bečva - Vochov - Křimice - Baník Příbram - TJ Čs. loděnice Praha - ČKD Praha Polovodiče - VCHZ Pardubice† - Tesla Holešovice† - Rudé právo† - Koh-i-noor České Budějovice | - Slavoj Praha 7† - Spartak Vršovice - AZKG Praha - Sokol Dobřichovice - ČKD Slaný - Sparta Praha - SÚSZ Praha - Radotín† - „Mládí vpřed“ Praha 5† | - NHKG Ostrava† - Janov nad Nisou† - Meopta Hynčice - Liberec† - Moravolen Sudkov - Juta Úpice† - Centroflor Dolní Poustevna - Mankovice† - Stavostroj Nové Město nad Metují - Teplotechna Teplice - ZVÚ Hradec Králové† - Přerov† - Slavia Hradec Králové - Tesla Vrchlabí - Start Praha | - Slavia PrahaOT - Gumotex BřeclavM - Rapid JihlavaM - FC Bánská BystricaS - FiorentinaZ |

† – družstvo se nakonec kvalifikace nezúčastnilo, OT – obhájkyně titulu, M – první dva celky Moravské ligy, S – pozvaný zástupce Slovenska, Z – pozvaný zahraniční host

### 1. kvalifikační skupina
Z 15 zapsaných družstev dorazilo o víkendu 30. září – 1. října 1967 do jihočeské Kaplice deset týmů. Utkaly se nejprve v základních skupinách a nejlepší tři pak ve finálové skupině. Do pražského finále postoupily dva nejlepší celky.

#### Skupina A
| Poř. | Tým         | Z | V | R | P | VG | OG | B |
| ---- | ----------- | - | - | - | - | -- | -- | - |
| 1.   | Horní Bečva | 2 | 2 | 0 | 0 | 8  | 2  | 4 |
| 2.   | Vochov      | 2 | 1 | 0 | 1 | 7  | 3  | 2 |
| 3.   | TJ Loděnice | 2 | 0 | 0 | 2 | 0  | 10 | 0 |

#### Skupina B
| Poř. | Tým                         | Z | V | R | P | VG | OG | B |
| ---- | --------------------------- | - | - | - | - | -- | -- | - |
| 1.   | Slavia Kaplice              | 2 | 1 | 1 | 0 | 2  | 0  | 3 |
| 2.   | Koh-i-noor České Budějovice | 2 | 1 | 0 | 1 | 1  | 2  | 2 |
| 3.   | ČKD Praha Polovodiče        | 2 | 0 | 1 | 1 | 0  | 1  | 1 |

#### Skupina C
| Poř. | Tým             | Z | V | R | P | VG | OG | B  |
| ---- | --------------- | - | - | - | - | -- | -- | -- |
| 1.   | Baník Příbram   | 2 | 1 | 0 | 1 | 2  | 2  | 2* |
| 2.   | Křimice         | 2 | 1 | 0 | 1 | 2  | 2  | 2* |
| 3.   | Spartak Kaplice | 2 | 1 | 0 | 1 | 1  | 1  | 2  |
| 4.   | Dolní Dvořiště† | 0 | 0 | 0 | 0 | 0  | 0  | 0  |

* Vzájemný zápas Příbram – Křimice 2:1.
† Dolní Dvořiště odstoupilo po porážce 0:9 s Příbramí.

#### Finálová skupina
| Poř. | Tým            | Z | V | R | P | VG | OG | B  |
| ---- | -------------- | - | - | - | - | -- | -- | -- |
| 1.   | Slavia Kaplice | 2 | 2 | 0 | 0 | 2  | 0  | 4  |
| 2.   | Baník Příbram  | 2 | 0 | 1 | 1 | 2  | 3  | 1* |
| 3.   | Horní Bečva    | 2 | 0 | 1 | 1 | 2  | 3  | 1  |

* O druhém místě rozhodly pokutové kopy.

### 2. kvalifikační skupina
Z devíti zapsaných družstev dorazilo o víkendu 30. září – 1. října 1967 do Slaného šest týmů. Utkaly se nejprve ve skupinách po třech a nejlepší čtyři pak ve vyřazovacích bojích. Do pražského finále se nakonec kvalifikovaly tři nejlepší celky.

#### Skupina A
| Poř. | Tým          | Z | V | R | P | VG | OG | B |
| ---- | ------------ | - | - | - | - | -- | -- | - |
| 1.   | Sparta Praha | 2 | 2 | 0 | 0 | 21 | 0  | 4 |
| 2.   | ČKD Slaný    | 2 | 1 | 0 | 1 | 3  | 4  | 2 |
| 3.   | SÚSZ Praha   | 2 | 0 | 0 | 2 | 0  | 20 | 0 |

#### Skupina B
| Poř. | Tým                | Z | V | R | P | VG | OG | B |
| ---- | ------------------ | - | - | - | - | -- | -- | - |
| 1.   | Spartak Vršovice   | 2 | 2 | 0 | 0 | 10 | 0  | 4 |
| 2.   | AZKG Praha         | 2 | 1 | 0 | 1 | 6  | 2  | 2 |
| 3.   | Sokol Dobřichovice | 2 | 0 | 0 | 2 | 1  | 15 | 0 |

#### Semifinále
Spartak Vršovice – ČKD Slaný 1:4
Sparta Praha – AZKG Praha 3:0

#### Finále
ČKD Slaný – Sparta Praha 1:0

#### Postupující družstva
| Poř. | Tým               | Výsledek                     |
| ---- | ----------------- | ---------------------------- |
| 1.   | ČKD Slaný         | postup do pražského finále   |
| 2.   | Sparta Praha      | postup po uznaném protestu   |
| 3.   | Spartak Vršovice* | postup po dodatečném pozvání |

* Místo zápasu o 3. místo se zahrávaly pokutové kopy.

### 3. kvalifikační skupina
Z 15 zapsaných družstev dorazilo o víkendu 7.–8. října 1968 do Teplic osm týmů. Utkaly se dvou skupinách, ze kterých do pražského finále postoupily dva celky.

#### Skupina A
| Poř. | Tým                           | Z | V | R | P | VG | OG | B  |
| ---- | ----------------------------- | - | - | - | - | -- | -- | -- |
| 1.   | Stavostroj Nové Město n. Met. | 3 | 2 | 0 | 1 | 3  | 2  | 4* |
| 2.   | Moravolen Sudkov              | 3 | 2 | 0 | 1 | 3  | 1  | 4* |
| 3.   | Start Praha                   | 3 | 1 | 0 | 2 | 6  | 3  | 2  |
| 4.   | Slavia Hradec Králové         | 3 | 1 | 0 | 2 | 1  | 7  | 2  |

* Vzájemný zápas Nové Město – Sudkov 1:0 pen.

#### Skupina B
| Poř. | Tým                        | Z | V | R | P | VG | OG | B  |
| ---- | -------------------------- | - | - | - | - | -- | -- | -- |
| 1.   | Tesla Vrchlabí             | 3 | 2 | 0 | 1 | 6  | 1  | 4  |
| 2.   | Teplotechna Teplice        | 3 | 2 | 0 | 1 | 7  | 5  | 4* |
| 3.   | Centroflor Dolní Poustevna | 3 | 1 | 0 | 2 | 2  | 5  | 2  |
| 4.   | Meopta Hynčice             | 3 | 1 | 0 | 2 | 2  | 6  | 2  |

* Teplice prohrály s Vrchlabím kontumačně 0:3, protože za ně nastoupila „neoprávněná brankářka“. Vrchlabí vzhledem k okolnostem této rozhodující výhry a k vlastním finančním možnostem přenechalo účast v pražském finále Teplicím.

## Hlavní část soutěže
Do pražského finále 21.–22. října 1967 (původně se mělo konat o týden dříve) bylo pozváno celkem dvanáct družstev. Rozlosování do čtyř základních skupin proběhlo 9. října 1967 v redakci týdeníku Mladý svět. Slovenský tým z Banské Bystrice pro nemoc nedorazil a nahradila ho Tesla Vrchlabí, která se původně z finančních důvodů účasti zřekla, ačkoli vyhrála kvalifikaci. Zápasy se hrály na 2 × 25 minut.
| A                      | B                 | C                   | D                    |
| ---------------------- | ----------------- | ------------------- | -------------------- |
| Slavia PrahaOT         | Gumotex BřeclavM  | FC Banská BystricaS | Slavia KapliceK      |
| ČKD SlanýK             | Baník PříbramK    | Rapid JihlavaM      | Teplotechna TepliceK |
| Stavostroj Nové MěstoK | Spartak VršoviceX | Start PrahaX        | Sparta PrahaX        |
|                        |                   | Tesla VrchlabíK     |                      |

OT – obhájkyně titulu (přímá kvalifikace), K – postup z kvalifikace, M – dvě nejlepší družstva Moravské ligy (přímá kvalifikace), S – pozvaný tým ze Slovenska, X – dodatečně doplněné týmy

### Skupina A
| Poř. | Tým                           | Z | V | R | P | VG | OG | B |
| ---- | ----------------------------- | - | - | - | - | -- | -- | - |
| 1.   | Slavia Praha                  | 2 | 2 | 0 | 0 | 8  | 0  | 4 |
| 2.   | Stavostroj Nové Město n. Met. | 2 | 1 | 0 | 1 | 1  | 3  | 2 |
| 3.   | ČKD Slaný                     | 2 | 0 | 0 | 2 | 0  | 6  | 0 |

ČKD Slaný – Slavia Praha 0:5 (0:2)
Slavia Praha – Stavostroj Nové Město n. Met. 3:0 (0:0)
ČKD Slaný – Stavostroj Nové Město n. Met. 0:1 (0:0)

### Skupina B
| Poř. | Tým              | Z | V | R | P | VG | OG | B |
| ---- | ---------------- | - | - | - | - | -- | -- | - |
| 1.   | Spartak Vršovice | 2 | 1 | 0 | 1 | 5  | 3  | 2 |
| 2.   | Baník Příbram    | 2 | 1 | 0 | 1 | 3  | 3  | 2 |
| 3.   | Gumotex Břeclav  | 2 | 1 | 0 | 1 | 3  | 5  | 2 |

Gumotex Břeclav – Spartak Vršovice 3:2 (0:1)
Baník Příbram – Spartak Vršovice 0:3 (0:1)
Gumotex Břeclav – Baník Příbram 0:3 kont.*
* Za Břeclav nepovoleně nastoupily dvě hráčky Slatiny Brno.

### Skupina C
| Poř. | Tým            | Z | V | R | P | VG | OG | B |
| ---- | -------------- | - | - | - | - | -- | -- | - |
| 1.   | Rapid Jihlava  | 2 | 2 | 0 | 0 | 6  | 1  | 4 |
| 2.   | Start Praha    | 2 | 1 | 0 | 1 | 2  | 2  | 2 |
| 3.   | Tesla Vrchlabí | 2 | 0 | 0 | 2 | 0  | 5  | 0 |

Rapid Jihlava – Start Praha 2:1 (1:1)
Tesla Vrchlabí – Rapid Jihlava 0:4 (0:2)
Start Praha – Tesla Vrchlabí 1:0 (1:0)

### Skupina D
| Poř. | Tým                 | Z | V | R | P | VG | OG | B |
| ---- | ------------------- | - | - | - | - | -- | -- | - |
| 1.   | Sparta Praha        | 2 | 2 | 0 | 0 | 6  | 0  | 4 |
| 2.   | Slavia Kaplice      | 2 | 1 | 0 | 1 | 2  | 3  | 2 |
| 3.   | Teplotechna Teplice | 2 | 0 | 0 | 2 | 1  | 6  | 0 |

Slavia Kaplice – Teplotechna Teplice 2:1 (1:0)
Sparta Praha – Slavia Kaplice 2:0 (1:0)
Teplotechna Teplice – Sparta Praha 0:4 (0:3)

### Finálová skupina
Rapid Jihlava odstoupil ze soutěže v reakci na to, že mu pořadatelé nechtěli uhradit náklady spojené s účastí v turnaji. Ve finálové skupině ho nahradila Slavia Kaplice, která podala protest proti průběhu utkání s pražskou Spartou v základní skupině D.
| Poř. | Tým              | Z | V | R | P | VG | OG | B |
| ---- | ---------------- | - | - | - | - | -- | -- | - |
| 1.   | Slavia Praha     | 3 | 3 | 0 | 0 | 13 | 0  | 6 |
| 2.   | Sparta Praha     | 3 | 2 | 0 | 1 | 11 | 2  | 4 |
| 3.   | Spartak Vršovice | 3 | 1 | 0 | 2 | 2  | 12 | 2 |
| 4.   | Slavia Kaplice   | 3 | 0 | 0 | 3 | 0  | 12 | 0 |

Slavia Praha – Spartak Vršovice 7:0 (3:0)
Slavia Kaplice – Sparta Praha 0:6 (0:3)
Spartak Vršovice – Slavia Kaplice 1:0 (0:0)
Sparta Praha – Spartak Vršovice 5:1 (4:1)
Slavia Praha – Slavia Kaplice 5:0 (1:0)
Sparta Praha – Slavia Praha 0:1 (0:0)

### Konečné pořadí a ceny pro vítězné celky
| Pořadí | Tým              | Odměny |
| ------ | ---------------- | --- |
| 1.     | Slavia Praha     | Perníkové srdce Mladého světa, dresy Mladého světa, pohár ÚV ČSM, kopací míč od Čs. televize, vstupenky do divadla Semafor, sbírka receptů. |
| 2.     | Sparta Praha     | Perníkové srdce (menší), výstroj pro brankářku od Slavie Praha, kopací míč od Čs. televize, sbírka receptů.                                 |
| 3.     | Spartak Vršovice | Perníkové srdce (menší), kopací míč od Čs. svazu žen, sbírka receptů                                                                        |